# Angelina Muniz
Angelina Maria Muniz Zagari (Rio de Janeiro, 21 marzo 1955) è un'attrice brasiliana.

## Biografia
Conseguita la laurea in Diritto presso un'università privata di Rio, Angelina ha poi optato per una carriera nel mondo dello spettacolo. Nel 1978 ha preso parte alla sua prima telenovela, Sinal de Alerta, e ha esordito al cinema in Fim de Festa. Nonostante i grandi consensi riportati per il successivo film Nos Embalos de Ipanema, Angelina ha decisamente puntato sul piccolo schermo apparendo in un gran numero di telenovelas, tra cui Happy End e Piume e paillettes.
Molto popolare negli anni 80, ha interpretato alcune pellicole erotiche di successo e posato tre volte per Playboy senza veli, diventando così un sex-symbol anche al di fuori del Brasile. Sempre in quel decennio ha condotto alcuni programmi radiofonici dedicati alla MPB.

## Vita privata
Angelina Muniz è sposata con Walter Zagari e ha una figlia, la cantante Aline Muniz, che vive negli USA. 

## Filmografia

### Televisione
- Sinal de Alerta (1978)
- Piume e paillettes (Plumas e paetês, 1980)
- Pé de Vento (1980)
- Jogo da Vida (1981)
- A Força do Amor (1982)
- Happy End (Final Feliz, 1983)
- Vereda Tropical (1984)
- Uma Esperança no Ar (1985)
- Sassaricando (1987)
- Gente Fina (1990)
- Éramos Seis (1994)
- Sangue do Meu Sangue (1995)
- Dona Anja (1996)
- Tiro e Queda (1999)
- O Direito de Nascer (2001)
- Bang Bang (2005)
- Bicho do Mato (2006)
- Louca Família (2007)
- Caminhos do Coração  (2007)
- Os Mutantes - Caminhos do Coração (2008)
- Louca Família (2008-2009)
- Ribeirão do Tempo (2010)
- Pousada da Jarilene (2010)

### Cinema
- As Borboletas também Amam (1978)
- Fim de Festa (1978)
- O Inseto do Amor (1978)
- O Sol dos Amantes (1979)
- Nos Embalos de Ipanema (1979)
- Amante Latino (1979)
- O Grande Palhaço (1980)
- Karina, Objeto do Prazer (1981)
- Tchau Amor (1982)